# Sankt Katharein an der Laming
Sankt Katharein an der Laming là một đô thị thuộc huyện Bruck an der Mur thuộc bang Steiermark, nước Áo. Đô thị Sankt Katharein an der Laming có diện tích 43,88 km², dân số thời điểm cuối năm 2005 là 1110 người.